# Alexander Jakob von der Schulenburg
Alexander Jakob von der Schulenburg (* 2. März 1710 zu Altenhausen; † 23. Oktober 1775 auf Gut Emden) war ein kurfürstlich braunschweig-lüneburgischer Generalmajor, Erbherr vom Emden, Altenhausen sowie Hohenwarsleben mit Ivenrode.

## Leben

### Herkunft
Er war der älteste Sohn von August von der Schulenburg (1672–1722) und dessen Ehefrau Katharina Elisabeth, geborene Schenk von Flechtingen (1678–1710).

### Karriere
Schulenburg wählte den Kriegsdienst und trat 1725 in das Infanterieregiment „Druchsleben“ ein, das in Göttingen stand. 1733 wurde er Leutnant und 1742 Hauptmann. Den Rheinfeldzug von 1735 gegen Frankreich machte er als Freiwilliger mit, das Regiment nahm nicht teil.
Späterhin 1743 war er mit der Armee in den Niederlanden und am Main. Am 27. Juni 1743 kämpfte er in der Schlacht bei Dettingen wo Georg II. in Person den Oberbefehl führte. Im folgenden Jahr stand er in Flandern. 1745 bei der Armee mit welcher der Feldmarschall Karl Josef Batthyány die Krönung Kaiser Franz I. in Frankfurt deckte. 1746 nahm er Teil an der Schlacht bei Roucoux, am 2. Juli 1747 an der Schlacht bei Lauffeldt teil; dort wurde mehr als die Hälfte des Regiments getötet oder verwundet. Im Jahr 1748 wurde er Major und erhielt nach dem Frieden seine Garnison in Lüneburg. Bei einer Revue, welche König Georg II bei Hannover abhielt, befand sich der Venezianische Feldmarschall Johann Matthias von der Schulenburg und es lag nahe, dass Alexander Jacob mit demselben getroffen hatte.
Im Jahre 1756 wurde er Oberstleutnant, sein Regiment befand sich damals in England. Im Siebenjährigen Krieg hatte er vielfache Gelegenheit sein Talent zu entwickeln. Er kämpfte in den Schlachten bei Hastenbeck, Minden, Lutterberg, Korbach und Emsdorf. Besonders aber zeichnete er sich am 23. Juni 1758 in der Schlacht bei Krefeld aus. Seinem kühnen Angriff mit dem Vortrab auf eine feindliche Batterie, ist besonders der siegreiche Ausgang der Schlacht zuzuschreiben. Noch auf dem Schlachtfeld wurde er zum Obersten ernannt. Einige Monate darauf wurde er Chef eines Infanterie-Regiments. Nach dem Frieden wurde er Generalmajor, sah sich jedoch durch eine Äußerung des Feldmarschalls von Spörken veranlasst seinen Abschied zu nehmen und zog sich auf seine Güter zurück. Schon vor dem Siebenjährigen Krieg wurde ihm von der Republik Venedig das Angebot gemacht als Generalmajor in die Dienste der Republik mit einem Jahresgehalt von 6000 Reichstalern zu treten. Der damalige Major würde das Anerbieten wahrscheinlich angenommen haben, wäre nicht die Bedingung daran geknüpft gewesen, dass er unverheiratet bleiben und seine Güter in Deutschland verkaufen sollte. Er schlug daher den Antrag aus.
Von seinem Vater hatte er gemeinschaftlich mit seinem blödsinnigen Bruder August Schönberg 2/3 von Altenhausen geerbt. Der Anteil des Bruders fiel ihm 1772 durch dessen Tod zu. Den dritten Teil des Guts „den Schäferhof“ kaufte er 1775 vom Grafen Alexander Friedrich Georg und vereinigte so wieder Altenhausen, das seitdem ungeteilt geblieben ist. Emden war nach dem Tode des venezianischen Feldmarschalls Matthias Johann von der Schulenburg an Jacob IV. gefallen, nach dessen Tode fiel es an die Söhne seiner Brüder, von ihnen kaufte es Alexander Jacob und vereinigte dadurch Emden mit Altenhausen. Durch den unbeerbten Tod Alexanders V. fiel ihm auch Hohenwarsleben mit Ivenrode zu. Er starb zu Emden am 23. Oktober 1775.

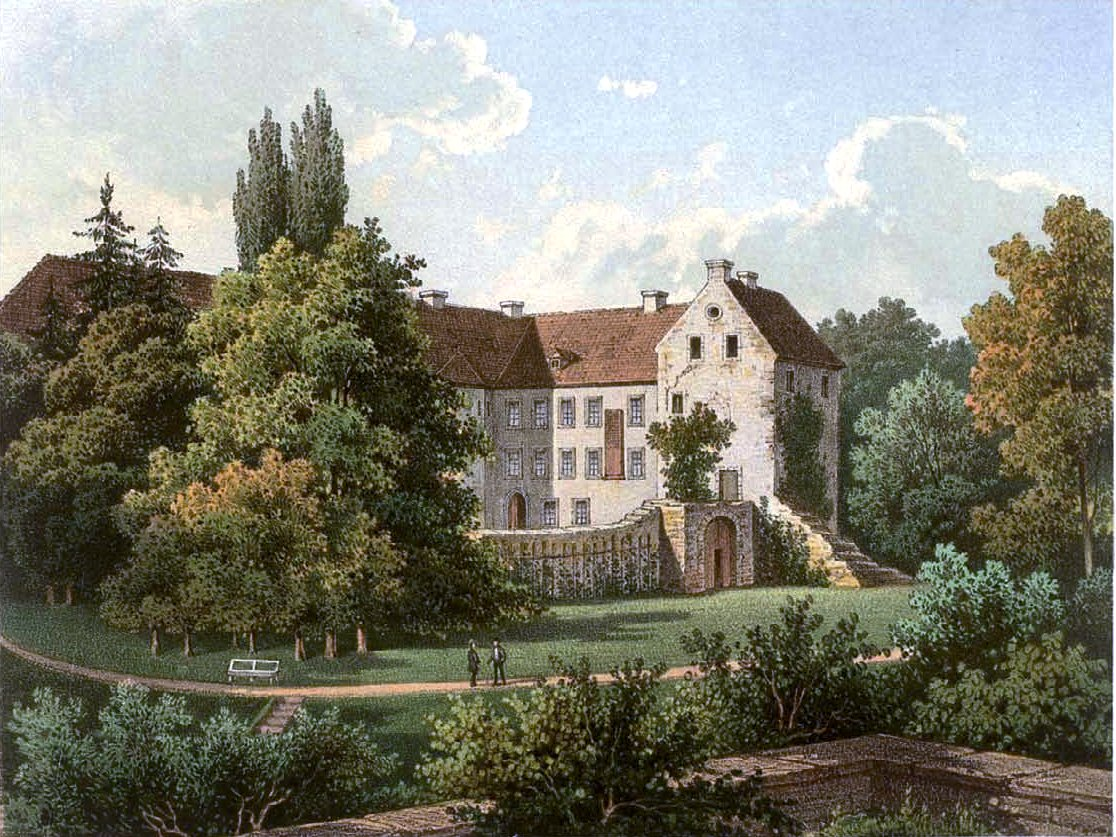
Schloss Altenhausen um 1860
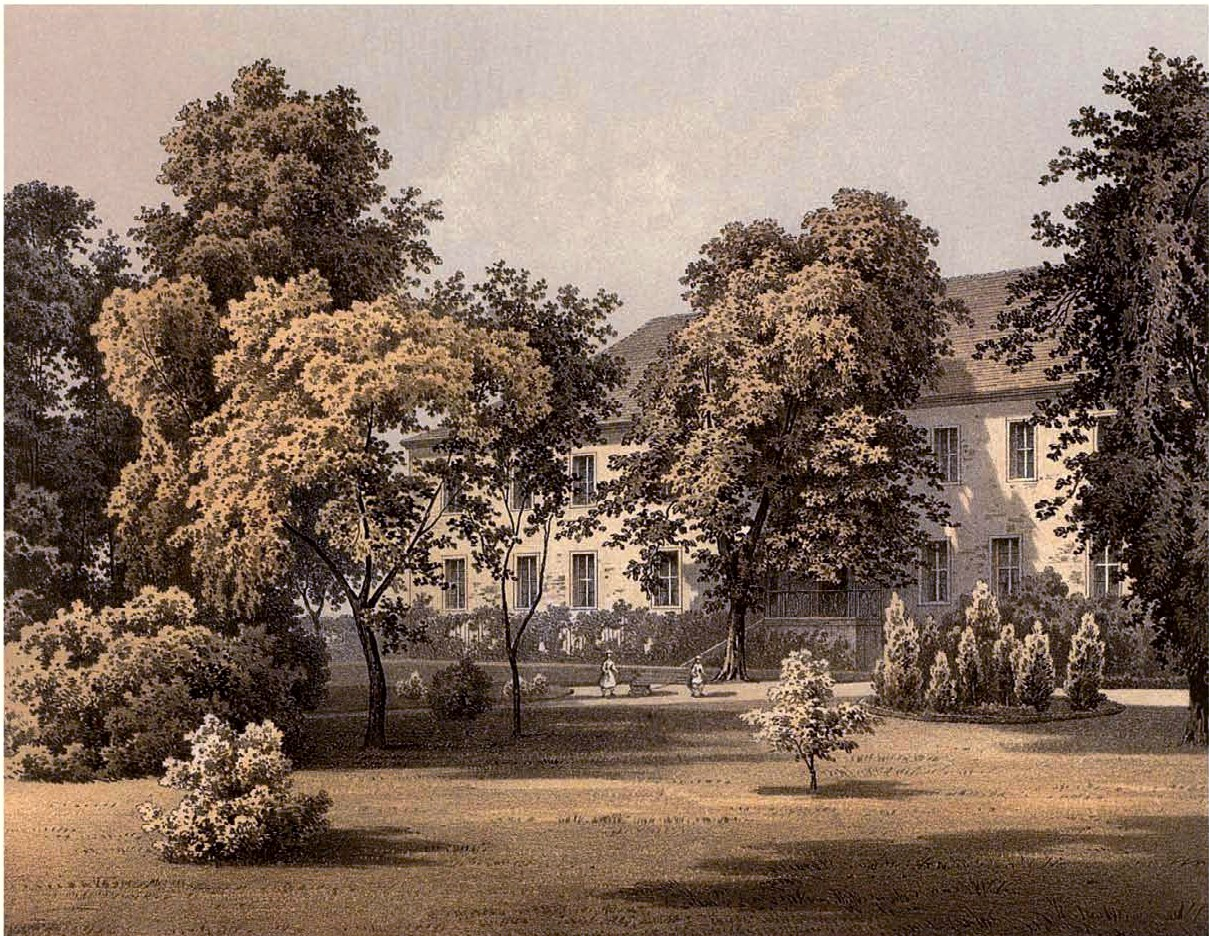
Rittergut Emden um 1860

### Familie
Er heiratete am 30. September 1757 Ehrengard Sophie Freiin von der Schulenburg (1737–1786) aus dem Hause Altendorf, Tochter des Georg Ernst von der Schulenburg (1704–1765) und der Dorothea von der Schulenburg (1704–1767). Ihre Kinder waren:
- Dorothea Ehrengard Charlotte (1758–1758)
- Auguste Ernestine Elisabeth (1760–1840) ⚭ 6. September 1780 Gebhard Anton von Krosigk (1754–1840)
- Alexander (1762–1820), Abgeordneter der Reichsstände des Königreichs Westphalen ⚭ 31. Juli 1789 Ernestine Friederike Karoline von Alvensleben (1766–1856)
- August Karl (1764–1838), Erbherr auf Altenhausen, Ivenrode und Funkenhagen, Abgeordneter der Reichsstände des Königreichs Westphalen

⚭ Frederike Wilhelmine Dorothea von Kleist (1768–1788)
⚭ 1792 Marie Luise von Kleist (1772–1827)
- Henriette Friederike Charlotte Ehrengard (1765–1800)

⚭ 12. Juni 1783 Hauptmann von Fuchs († 1785)
⚭ 27. Dezember 1795 Karl Friedrich von Hirschfeld (1747–1818), preußischer General der Infanterie
- Ehregott Barbara Sophie Ernestine (1767–1824), Stiftsdame zu Marienborn
- Leopold (1769–1826), Landrat, Erbherr auf Bodendorf und Hohenwarsleben ⚭ 1791 Ernestine Marie Christine d’Orville von Löwenclau († 1826)
- Charlotte Adriane Caroline Amalie (1771–1805) ⚭ 1790 Theodor von Cramm auf Volkersheim
- Henriette Dorothee Luise Friderike Johanne (1773–1775)
- Wilhelmine Eleonore Johanne Helene (*/† 1775)